# Léon Thiébaut
Henri Léon Thiébaut (ur. 19 listopada 1880 w Paryżu, zm. 13 października 1956 tamże) – francuski szermierz, wicemistrz olimpijski.
Wystąpił na Letnich Igrzyskach Olimpijskich 1900 w Paryżu. Zdobył srebrny medal w szabli amatorów (w finałowej rundzie wygrał pięć z siedmiu pojedynków). We florecie amatorów dotarł do trzeciej rundy, zaś w szpadzie amatorów uplasował się na ósmej pozycji.
Mistrz Francji w szpadzie z roku 1901.